# Adrano
Adrano (sicilianska: Adranu, tidigare: Adernò) är en stad och kommun på Sicilien i Italien. Staden ligger nära vulkanen Etna nordväst om Catania. Kommunen hade 35 633 invånare (2017). Adrano gränsar till kommunerna Belpasso, Biancavilla, Bronte, Castiglione di Sicilia, Centuripe, Maletto, Nicolosi, Randazzo, Sant'Alfio och Zafferana Etnea.
Staden anlades av Dionysios den äldre. Fram till 1929 hette staden Adernò. Adrano är handelscentrumet i en region där det odlas citrusfrukter och oliver.